# Baskija
Ovo je članak o povijesnoj regiji Baskiji, u kojoj prebivaju Baski. Za Autonomnu zajednicu Španjolske, Baskiju, pogledajte članak Baskija (autonomna zajednica). Za francuski dio Baskije pogledajte članak Sjeverna Baskija.
Baskija je povijesna, jezična i kulturološka regija u zapadnoj Europi, podijeljena između Španjolske i Francuske.

## Povijest
Baskija je kontinuirano naseljena od kasnog paleolitika. Za vrijeme Rimskog Carstva Baskija je bila podjeljena između različitih plemena i činila je veću etničku cjelinu zajedno s Akvitanijom u današnjoj južnoj Francuskoj.
Rimsko prisustvo se primjećuje jedino u cestovnoj mreži i nekoliko manjih gradova. Pamplonu je osnovao rimski general Pompej koji ju je koristio za njegove kampanje protiv Sertoriusa.
Sredinom 3. stoljeća, Baski na obje strane Pireneja revoltiraju protiv Rimljana i njihovi teritoriji postaju više manje neovisni.
Na sjeveru kneževina Vaskonija uspješno se brani od Vizigotskih napada. Borbe između Maura, Akvitanije i Franaka dokrajčili su neovisnost Vaskonije te je Franci anektiraju.
Na jugu, kraljevina Pamplona, kasnije Navara obuhvaća dijelove Baskije i južno i sjeverno od Pireneja. Kraljevina doživljava svoj vrhunac za vrijeme Sanche III. (985. – 1035.). U to vrijema Navara obuhvaća gotovo cijelu današnju Baskiju, Kastiliju i Aragon.

## Politički status
Baskija je povijesna regija i nema političkog tijela koje upravlja cijelim teritorijem.
Prema baskijskim tradicijama Baskija je podjeljena na sedam tradicionalnih regija. Četiri južne regije formiraju južnu zonu (Baskijski: Hegoalde) dok tri sjeverne formiraju sjevernu zonu (Baskijski: Iparralde). Sjeverna zona administrativno pripada Francuskoj dok južna zona administrativno pripada Španjolskoj.
Španjolska Baskija je administrativno podjeljena u dva dijela. Prvi dio čini Baskijska zemlja, administrativna regija koja zahvaća regije Alava, Gipuzkoa i Bizkaia. Glavni grad ovog administrativnog tijela nalazi se u Gasteizu (španjolski: Vitoria). Drugi dio španjolske Baskije čini Nafarroa (španjolski: Navarra) koji zahvaća regiju Nafarroa. Ovu podjelu španjolskog dijela Baskije na dva dijela osuili su baskijski nacionalisti, ali ima podršku stanovništva u Nafarroi.
Oba dijela uživaju visok stupanj autonomije. Zdravstvo, školstvo, gospodarstvo i socijalna pitanja se nalaze u nadležnosti Baskije i Nafarroe. Za razliku od ostalih autonomnih regija u Španjolskoj ove dvije regije vrše i ubiranje poreza i upravljanje njima. Baskija također ima u nadležnosti i vlastite policijske snage.
Francuska Baskija se nalazi u departmanu Atlantski Pireneji, koji se nalazi u Akvitaniji. Pored tri baskijske provincije Atlantski Pireneji sadrže i dijelove bez baskijskog stanovništva tj. regiju Béarn. Baskijski nacionalisti predlažu podjelu ove administrativne jedinice na dva dijela gdje bi jedan dio bio čisto baskijski. Pored baskijskog i francuskog, i gaskonjski je službeni jezik u Atlantskim Pirenejima. Za razliku od baskijskih regija u Španjolskoj, Atlantski Pireneji ne uživaju neku veću autonomiju u odnosu na središnju vlast u Parizu. Francuska vlada uporno odbija izdvajanje Sjeverne Baskije u posebnu upravnu cjelinu.

### Južna zona
- Alava
- Bizkaia
- Gipuskoa
- Nafarroa (španjolski: Navarra)

### Sjeverna zona
- Donja Navara (baskijski:Behe Nafarroa, francuski: Basse-Navarre)
- Lapurdija (baskijski:Lapurdi, francuski: Labourd)
- Zuberoa(francuski: Soule)

## Zemljopis
| Regija           | Površina (km2) | Glavni grad                         | Broj općina |
| Baskija          | 20.947,2       | Pamplona                            | 683         |
| ---------------- | -------------- | ----------------------------------- | ----------- |
| Alava            | 3.316,9        | Gasteiz                             | 53          |
| Biskaja          | 2.236,7        | Bilbao (baskijski: Bilbo)           | 112         |
| Gipuskoa         | 1.980,3        | San Sebastián (baskijski: Donostia) | 88          |
| Lapurdija        | 855,7          | Baiona                              | 41          |
| Nafarroa Beherea | 1.322,1        | Donibane Garazi                     | 74          |
| Nafarroa Garaia  | 10.421,0       | Pamplona (baskijski: Iruñea)        | 272         |
| Zuberoa          | 814,5          | Maule                               | 43          |

Općina Cortes je najjužnija u Navari te ujedno i čitavoj Baskiji. Unutar navare se također nalazi općina Izaba (španjolski: Isaba) koja je najistočnija općina u Baskiji. Općina Samatze je najsjevernija točka Donje Navare te ujedno i čitave Baskije.
Na području Biskaje, unutar županije Enkartazioak/Enkarterri (španjolski:Las Encartaciones) nalazi se općina Lanestosa koja je najzapadnija točka Baskije.

## Gospodarstvo
Južna Baskija je gospodarski najrazvijeniji dio Španjolske i jedna od najrazvijenijih regija Europe. Njen bruto nacionalni dohodak po glavi stanovnika jest preko 125% od prosjeka EU.
Sjeverna Baskija, pak stoji u rasponu 75-100% prosjeka EU poput većine regija u Francuskoj.

## Stanovništvo
Prema popisima iz 1999. i 2001. godine Baskija ima 2 902 962 stanovnika. Južni dio je pretežno naseljen Baskima i Španjolcima dok je sjeverni dio naseljavaju Baski i Francuzi.
Postoje velike među pokrajinama oko postotka ljudi koji sebe smatraju Baskima.
| Regija        | Godina popisa | Broj stanovnika | Broj stanovnika (u %) | Gustoća | Muškarci  | Žene      |
| Baskija       | 2001.1        | 2.902.962       | 100%                  | 138,6   | 1.421.132 | 1.481.830 |
| ------------- | ------------- | --------------- | --------------------- | ------- | --------- | --------- |
| Alava         | 2001.         | 287.928         | 9,9                   | 86,8    | 142.892   | 145.036   |
| Biskaja       | 2001.         | 1.123.002       | 38,7                  | 502,1   | 545.744   | 577.258   |
| Gipuzkoa      | 2001.         | 673.563         | 23,2                  | 340,1   | 330.288   | 343.275   |
| Lapurdi       | 1999.         | 219.029         | 7,6                   | 256,0   | 103.548   | 115.481   |
| Donja Navarra | 1999          | 28.076          | 1,0                   | 21,2    | 14.210    | 13.866    |
| Gornja Navara | 2001          | 555.829         | 19,2                  | 53,3    | 276.629   | 279.200   |
| Zuberoa       | 1999          | 15.535          | 0,5                   | 19,1    | 7.821     | 7.714     |

### Najveći gradovi
1. Bilbao 354.145 stanovnika
2. Vitoria-Gasteiz 227.568 stanovnika
3. Pamplona 195.769 stanovnika
4. Donostia-San Sebastian 183.308 stanovnika
5. Barakaldo 95.640 stanovnika
6. Getxo 82.327 stanovnika
7. Irun 60.261 stanovnika
8. Portugalete 49.118 stanovnika
9. Santurtzi 47.320 stanovnika
10. Bajona 44.300 stanovnika

### Manjine u Baskiji

#### Povijesne manjine
Različite romske skupine su postojale kroz povijest u Baskiji, a neke još uvijek postoje kao etničke skupine. Baskijski govornici nazivaju ih skupnim imenima ijituak (Romi) i buhameak (Bohemi).
- Agoti
- Kaskaroti (baskijski:Kaskarotuak)
- Mercherosi

#### Noviji doseljenici
S industrijskom revolucijom u južnu Baskiju su se doselili brojni doseljenici iz nebaskijskih dijelova Španjolske u potrazi za poslom.
Od 1980-tih, kao posljedica znatnog gospodarskog napretka, u Baskiju je pristigao veći broj imigranata, uglavnom iz istočne Europe, Sjeverne Afrike, Latinske Amerike, subsaharske Afrike, Južne Azije i Kine, naseljavajući se u glavnom u većim gradskim područjima.

## Jezik
Trenutno, prevladavajući jezici u Španjolskoj Baskiji i Francuskoj Baskiji su španjolski, odnosno francuski. U povijesnom procesu stvaranja obje nacija-država, i španjolske i francuske vlade su, s vremena na vrijeme, pokušavale potisnuti baskijski jezični identitet. Jezik izabran za javno obrazovanje je najočitiji izraz tog fenomena, nešto što je zasigurno imalo učinak na trenutni status baskijskog jezika.
Unatoč tome što se govorio u relativno malom prostoru, nepristupačne značajke baskijskog sela i povijesno niska gustoća naseljenosti rezultirali su da se baskijski jezik razvio kao dijalektalno jako raznolik, koji je povećao vrijednost i španjolskog i francuskog jezika, kao lingua franca u Baskiji. U tom smislu, trenutni standardni oblik baskijskog jezika ("Euskara Batua") standard baskijskog jezika uveden tek krajem 20. stoljeća pomogao je baskijkom jeziku u odmicanju od predodžbe - čak i među vlastitim govornicima - jezika neprikladnog za obrazovne svrhe.
Dok Francuska Republika ima dugu povijest pokušaja kompletne kulturne asimilacije etničkih manjinskih skupina - uključujući i Francuske Baske - Španjolska, pak, većinom u svojoj povijesti dodjeljuje određeni stupanj jezične, kulturne i političke autonomije svojim Baskima. Baski su povijesno bili zastupljeni i u španjolskom pomorstvu i vojsci još od doba španjolskog carstva sve do nedavno, a baskijske luke bile povijesno presudne za unutarnju Španjolsku. Dok se ta prava nisu ubrzano počela smanjivati s karlističkim ratovima, te povijesne veze su rezultirale stvaranjem lokalne baskijske buržoazije, svećenstva i vojske, povijesno bliske španjolskoj monarhiji, pogotovo u španjolskoj kolonizacije Amerike. Sve u svemu, trajao je proces postupnog prelaska s baskijskog na španjolski jezik. Taj fenomen je početku bio ograničen na više urbane slojeve stanovništva, ali postupno je stizao i u niže klase. Zapadna Biskaja, većina Alave i južne Navare bili su područje gdje je španjolski jezik (ili neki drugi romanski jezik) stoljećima bio dominantan.
Međutim, pod režimom Francisca Franca, Vlada je pokušala suzbiti novorođeni baskijski nacionalizam, jer su se oni većinom borili na republikanskoj strani od Španjolskog građanskog rata u Gipuskoi i Biskaji. Općenito, tijekom tih godina, kulturna djelatnost na baskijskom jeziku bila je ograničena na folklornim pitanjima i Rimokatoličku crkvu, dok je viši, ali još uvijek ograničeni stupanj tolerancije baskijske kulture i jezika bio u Alavi i Navari, jer su oba područja uglavnom podržavala Franca za vrijeme građanskog rata. Uporaba baskijskog jezika je smatrana potporom separatizmu.
Danas, Baskijska autonomna zajednica u Španjolskoj uživa veliku kulturnu i političku autonomiju i baskijski je službeni jezik uz španjolski. U Španjolskoj je favoriziran skupom jezičnih odredaba pod pokroviteljstvom baskijske regionalne vlasti koje su usmjerene na generalizaciju njegove uporabe. Njime govori otprilike četvrtina ukupne Baskije, a svoje uporište ima u graničnom području formiranom u Gipuskoe, sjevernoj Navari i francuskim dolinama po Pirenejima. Nije materinji jezik u većini Alave, zapadne Biskaje i južne polovice Navare. Od ukupno procjenjenih nekih 650.000 baskijskih govornika, njih približno 550.000 živi u Španjolskoj Baskiji, a ostatak u Francuskoj.
Baskijski obrazovni sustav u Španjolskoj ima tri vrste škola, koje se razlikuju po jezičnim nastavnim modelima A, B i D. Model D, s obrazovanjem u potpunosti na baskijskom, i španjolskim kao obveznim predmetom, je najčešće odabirani model roditelja. U Navari postoji dodatni G model, s obrazovanjem u cijelosti na španjolskom jeziku.
U Navari se vladajuća konzervativna stranka Unión del Pueblo Navarro protivi pokušajima baskijskih nacionalista za uvođenjem školovanja na baskijskom diljem cijele Navare (što bi obuhvaćaju mjesta na kojima se baskijski tradicionalno ne govori). Nastava na baskijskom jeziku u javnoj obrazovnoj mreži je ograničena na baskijska govorna područja sjeverne i središnje regije. U središnjem dijelu, baskijska nastava u javnom obrazovanju je prilično ograničena, a dio postojeće potražnje se servisira preko privatnih škola (ikastolak). Španjolski jezik se govori u cijeloj populaciji, uz nekoliko iznimaka u udaljenim ruralnim područjima.
Europska komisija za regionalne ili manjinske jezike čije je Španjolska je potpisnik je izdala niz preporuka kako bi se zajamčio pravi službeni status baskijskog jezika (2004.), npr. suzbijanje administrativnih jezičnih podjela Navare smatrajući ih preprekom normalnom korištenju baskijskog i diskriminirajućim prema govornicima baskijskog jezika, podnošenje tužbe protiv novina Euskaldunon Egunkaria i uspostava normalnog rada, kao i jamstva zatvorenicima za dopisivanje na u baskijskom jeziku.
Situacija oko baskijskog jezika u Francuskoj Baskiji je ranjiva (procjena UNESCO-a). Pritisak francuskog kao glavnog jezika i različite administrativne prepreke konsolidaciji školovanja na baskijskom jeziku čine budućnost jezika neizvjesnom. Regionalna vlada, ukazujući Fallouxov zakon iz 1850. čime se izjavljuje da je francuski službeni jezik u Francuskoj, 14. lipnja 2013. proglašava ilegalnim subvencioniranje vijeća Hendaye nove zgrade za školu na baskijskom jeziku. Dana 6. studenoga 2013., mreža škola baskijskog jezika u francuskoj Baskiji, Seaska, ogorčeno je kritizirala francusku državu pred UNESCO-om jer se nije pridržavala svojih međunarodnih obveza i zapravo nije prihvatila manjine kršenjem njihovih jezičnih prava. U studenom 2013. Francuska je odlučila ne ratificirati Europsku povelju o regionalnim ili manjinskim jezicima.

## Vanjske poveznice
- http://www.enciklopedija.hr//natuknica.aspx?ID=6157
- Eusko Jaurlaritza/Baskijska vlada
- Vodič kroz Baskiju